# گرایفنبرگ
گرایفنبرگ (به آلمانی: Greifenberg) یک شهر در آلمان است که در بایرن واقع شده‌است.

## خصوصیات
گرایفنبرگ ۸٫۲۱ کیلومترمربع مساحت دارد ۵۸۰ متر بالاتر از سطح دریا واقع شده‌است.